# Taevaskoja
Taevaskoja is een plaats in de Estlandse gemeente Põlva vald, provincie Põlvamaa. De plaats heeft de status van dorp (Estisch: küla) en telt 106 inwoners (2021).
Taevaskoja ligt aan de rivier Ahja. Het gebied rond de Ahja is hier een natuurpark, het Ahja jõe ürgoru maastikukaitseala. Hier bevinden zich twee zandsteenontsluitingen, Suur Taevaskoda en Väike Taevaskoda (‘Groot Hemelhuis’ en ‘Klein Hemelhuis’). De formaties zijn 24,5 respectievelijk 13 meter hoog en vormen een belangrijke toeristische trekpleister. In Väike Taevaskoda liggen twee grotten, de Emalätte (‘Moederbron’) en de Neitsikoobas (‘Maagdengrot’). De plaats ontleent haar naam aan deze zandsteenontsluitingen.
Taevaskoja heeft een halte aan de spoorlijn Tartu - Petsjory.

## Geschiedenis
Taevaskoja ontstond in de jaren dertig van de 20e eeuw als vakantiepark met datsja's. Het park lag deels op het grondgebied van het vroegere landgoed Vana-Koiola, deels op dat van het vroegere landgoed Ahja. Dankzij de aanwezigheid van een station gingen ook mensen zich permanent in het gebied vestigen.In 1977 kreeg Taevaskoja de status van dorp. Toen werd ook het naburige dorp Saesaare bij Taevaskoja gevoegd.

## Foto's

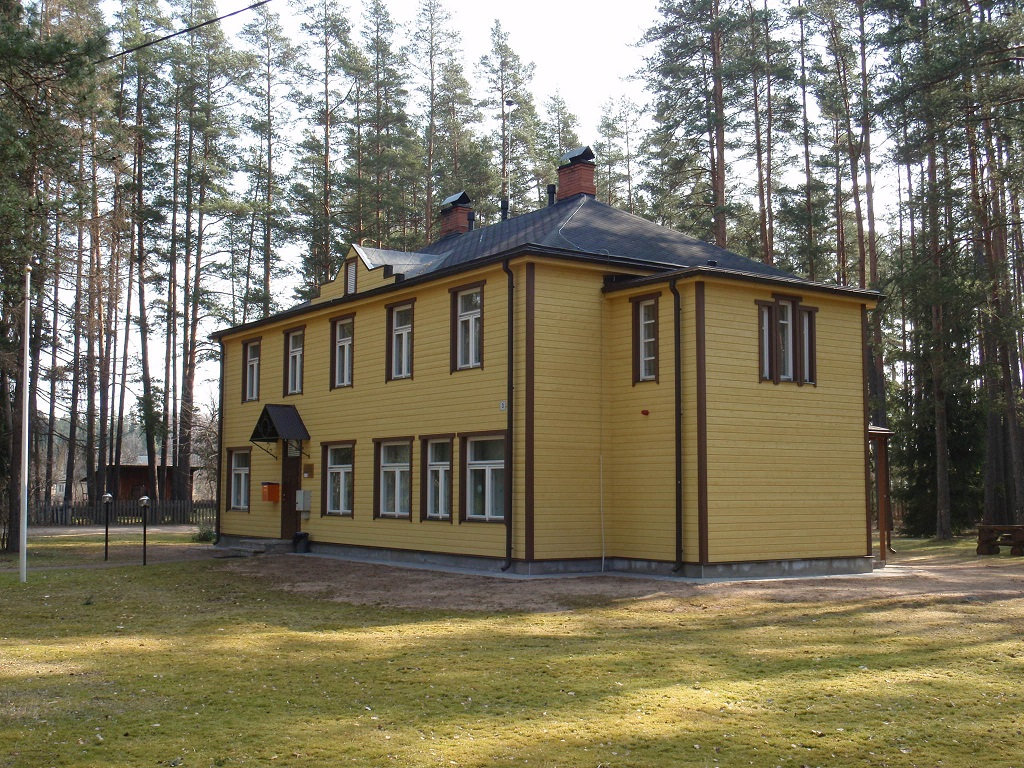
Bibliotheek
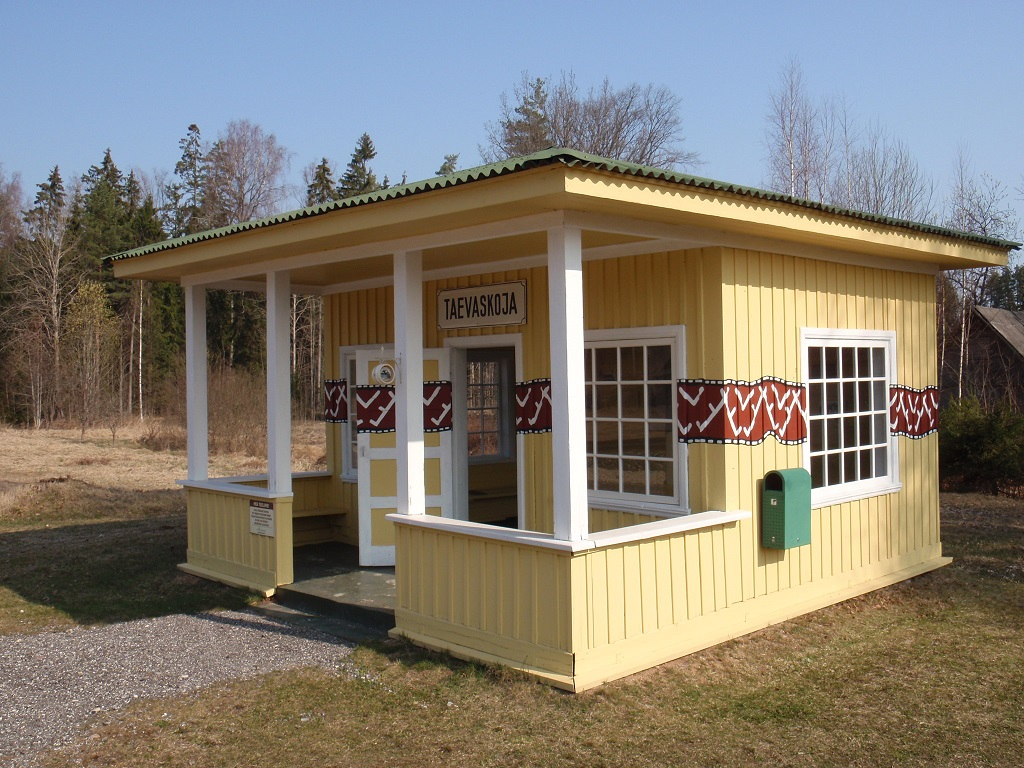
Wachthuisje op het station
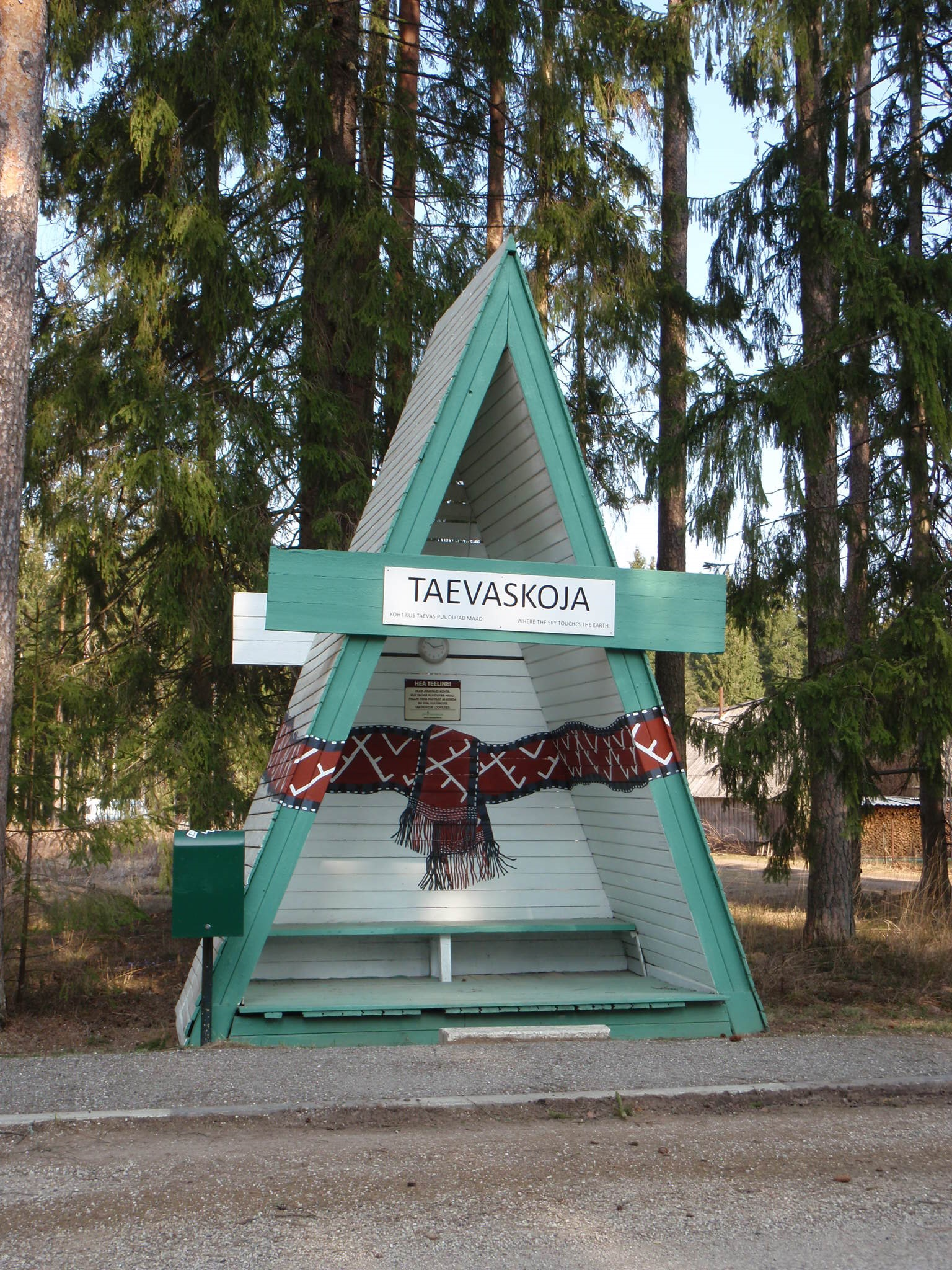
Bushokje
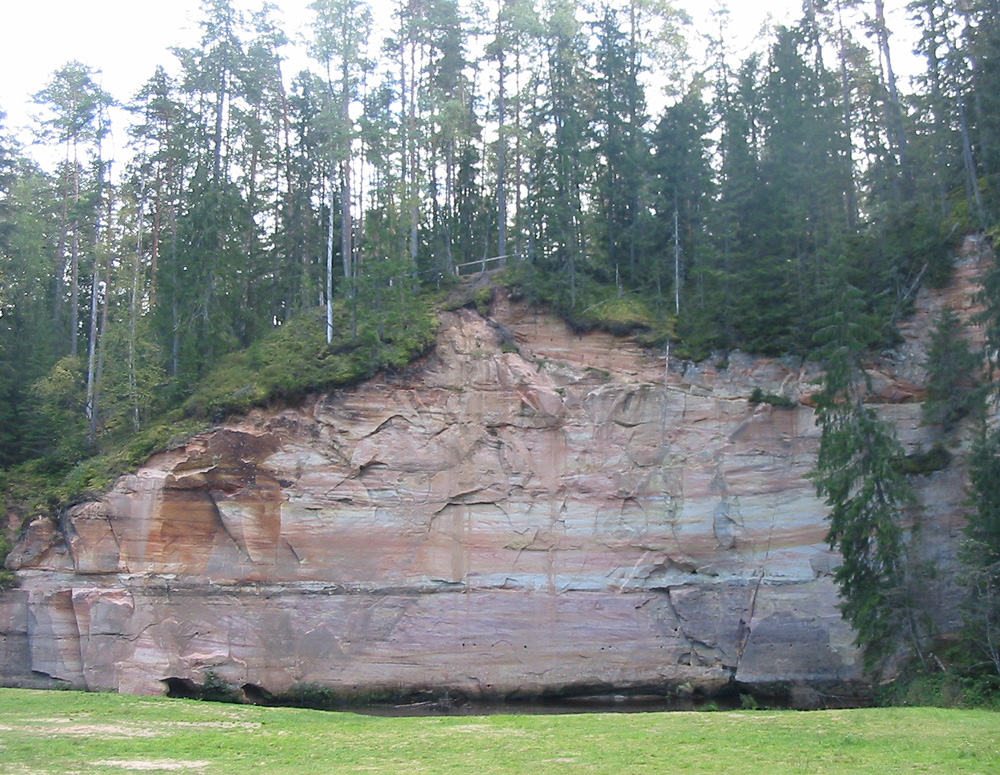
Suur Taevaskoda
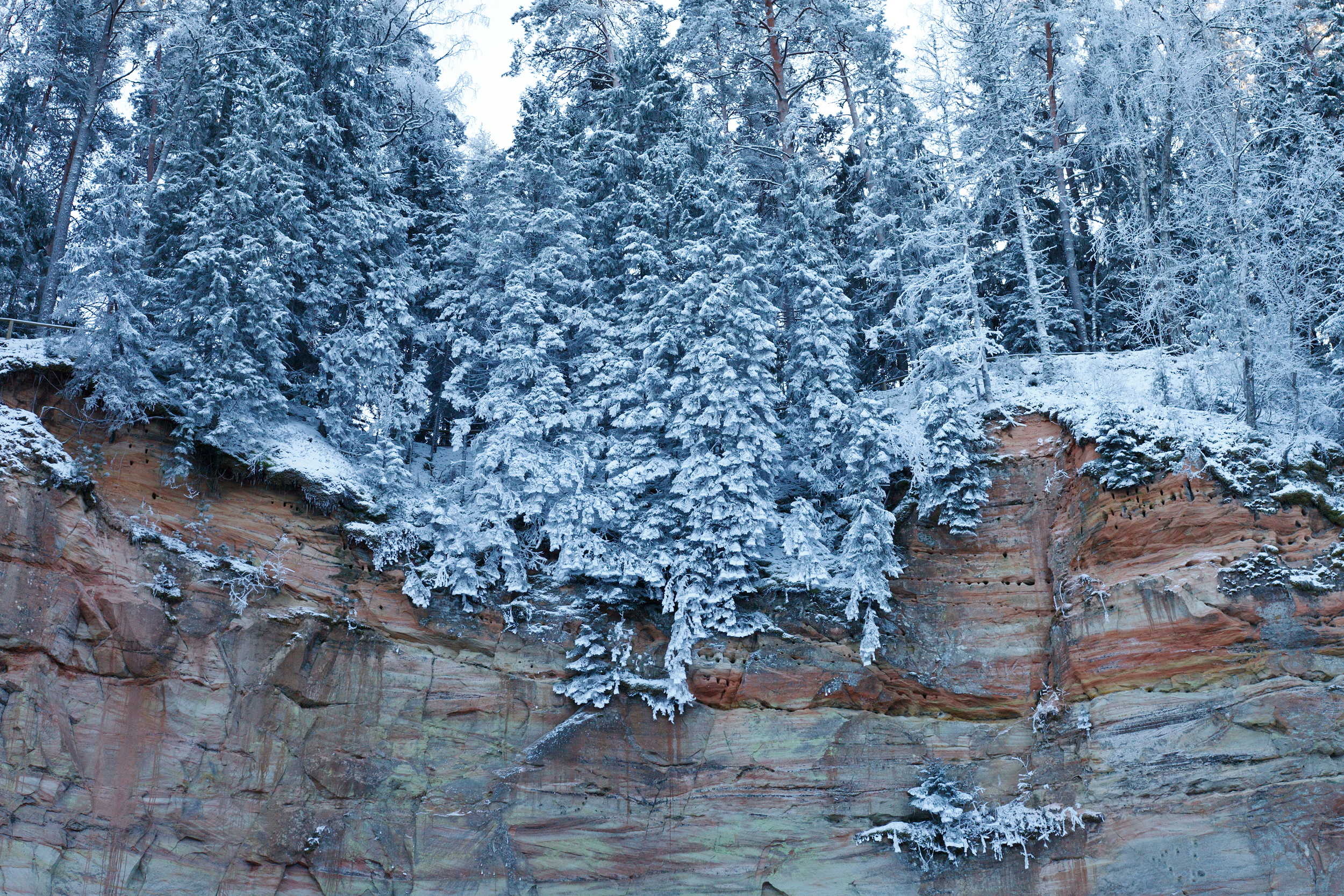
Suur Taevaskoda in de winter
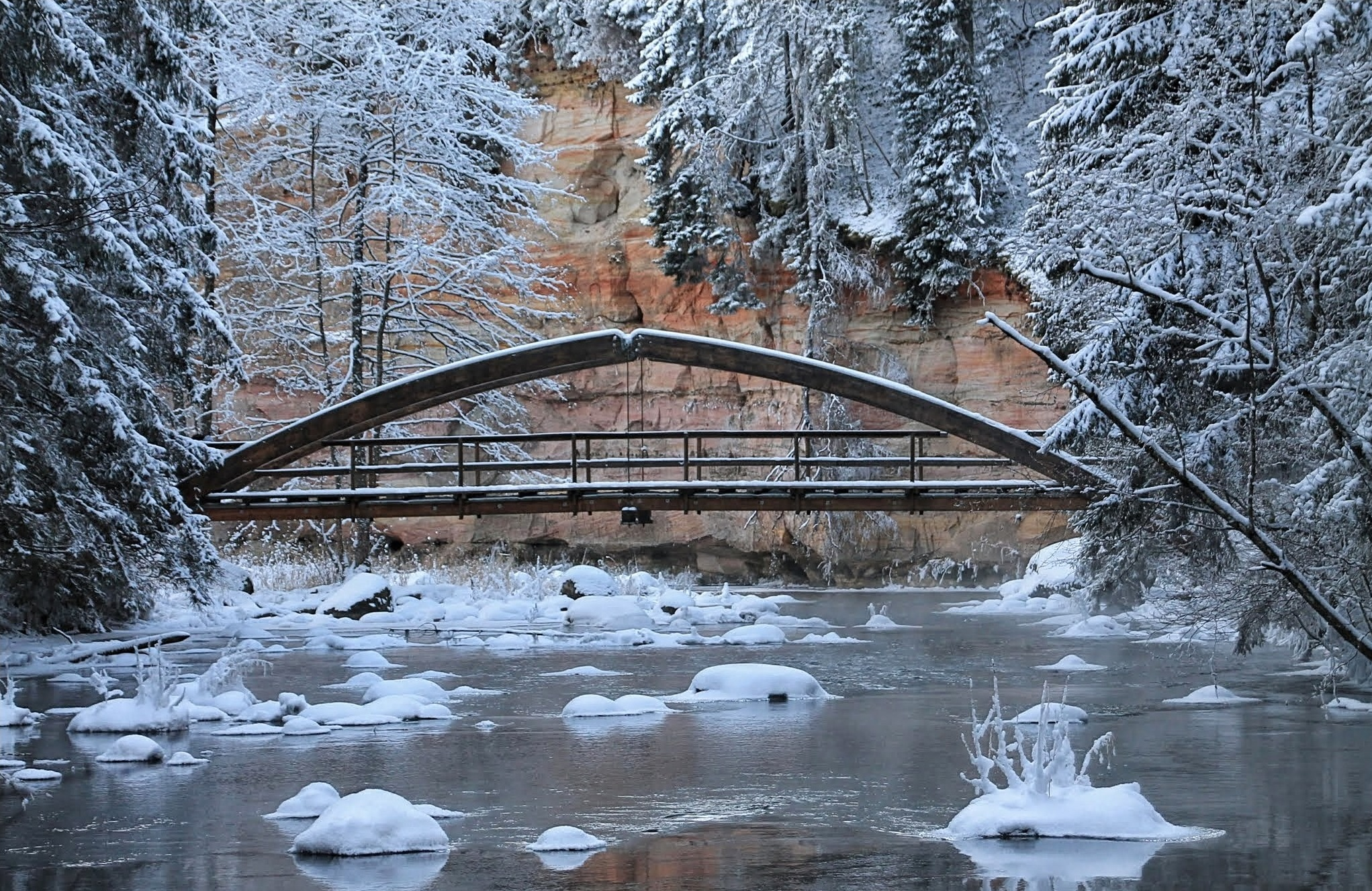
Suur Taevaskoda in de winter
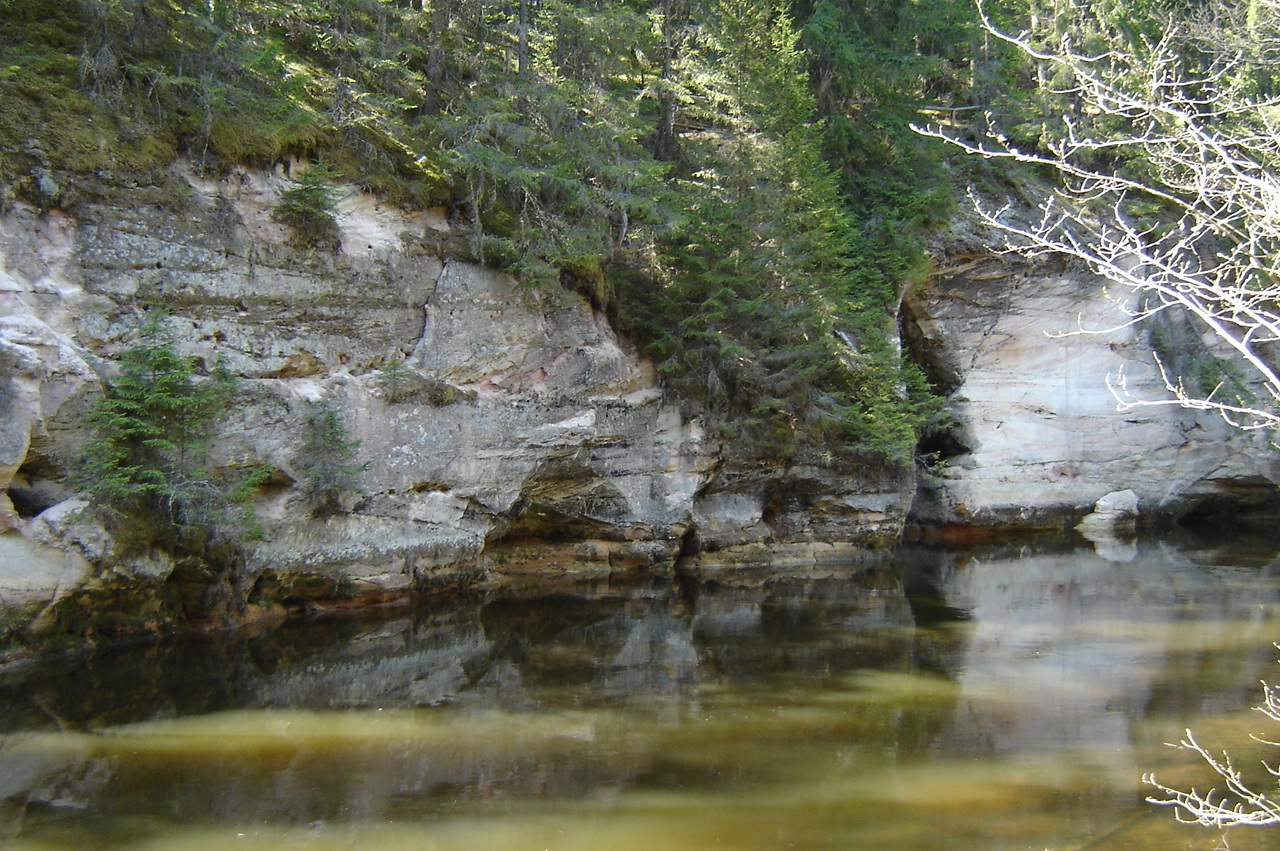
Väike Taevaskoda
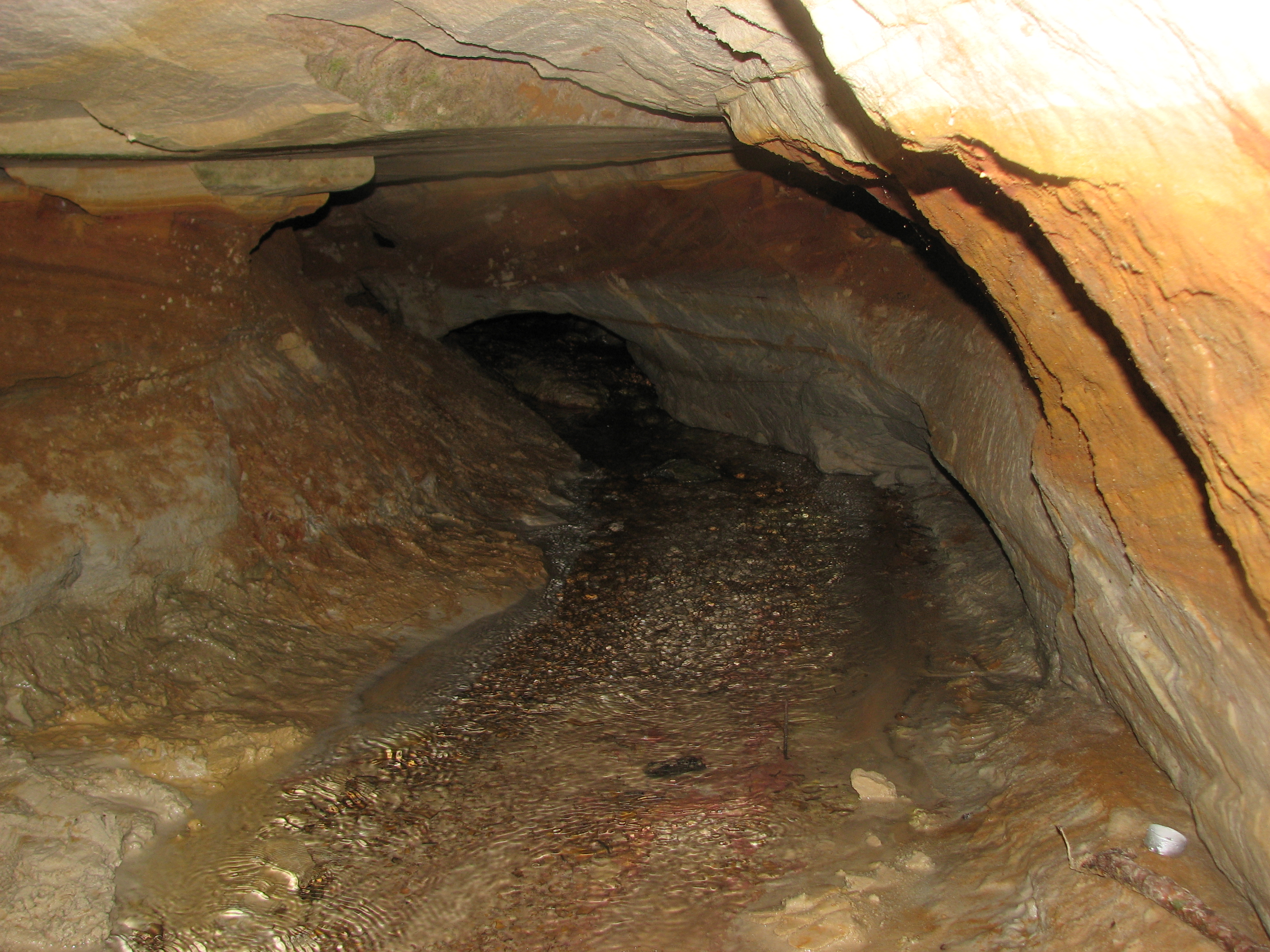
De Emalätte
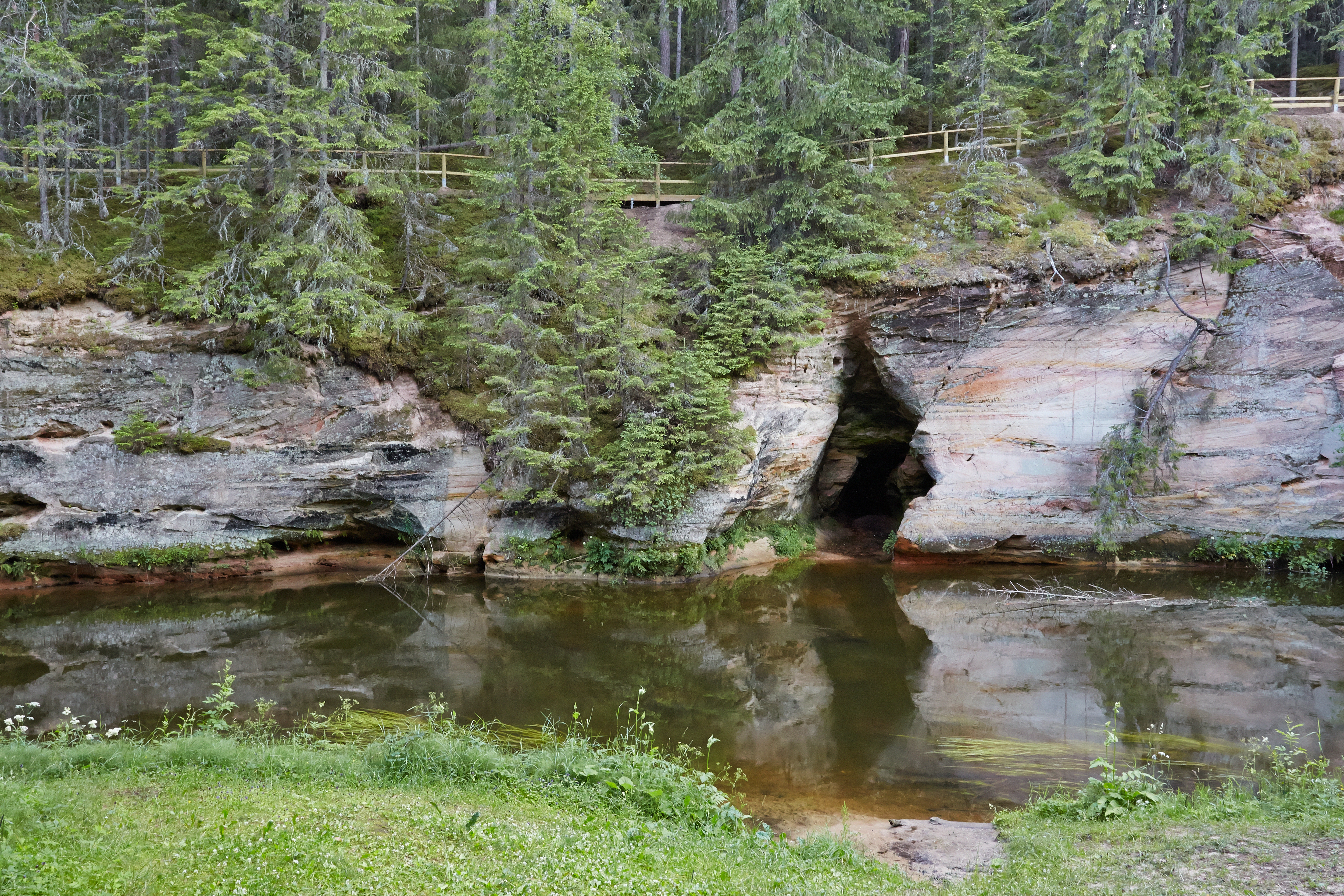
De Neitsikoobas